# Ahlbecker Seegrund

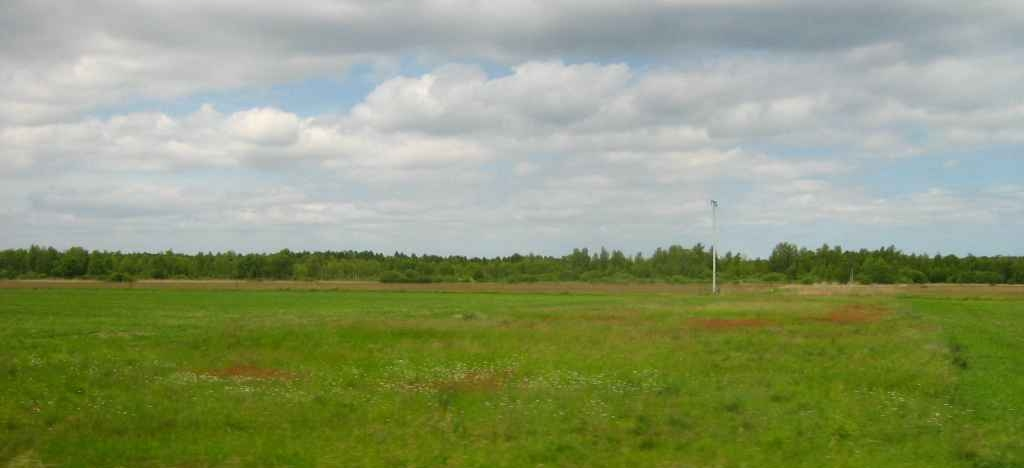
Blick von Westen auf den Ahlbecker Seegrund

Der Ahlbecker Seegrund, auch als Ahlbecker Fenn bezeichnet, ist das größte wachsende Kalkschwingmoor Deutschlands und der Rest des im 18. und 19. Jahrhundert trockengelegten Ahlbecker Sees.

## Lage und Ausdehnung
Der ehemalige See befindet sich im Landkreis Vorpommern-Greifswald im östlichen Teil der Ueckermünder Heide nahe der polnischen Grenze. Der Ahlbecker Seegrund befindet sich in den Gemeindegebieten von Ahlbeck und Hintersee. Vom Ort Ahlbeck dehnt sich der Seegrund ungefähr 6 Kilometer in südöstlicher Richtung aus. Die Breite liegt zwischen 1,4 und 2,2 Kilometern.

## Geschichte
Der Ahlbecker See entstand während der Weichseleiszeit aus einer Restzunge des Odergletschers. Eine Vermessung vom Anfang des 18. Jahrhunderts im Zuge der schwedischen Landesaufnahme von Vorpommern ergab eine Wasserfläche von 22,45 km². Dieser Wert wurde nach Messungen im 20. Jahrhundert auf 18,5 km² korrigiert.
Der preußische König Friedrich II. förderte in der Mitte des 18. Jahrhunderts die Ansiedlung von Kolonisten in gering besiedelten Gebieten und die damit verbundene Nutzlandgewinnung durch Urbarmachung und Kultivierung von Feuchtgebieten. Der Kriegs- und Domänenrat Christoph Ludwig Winckelmann entwarf 1742 die Pläne zur Ansiedlung von 30 Kolonistenfamilien, die die Trockenlegung des Ahlbecker Sees durchführen sollten. Das Projekt wurde 1743 von der Regierung in Berlin genehmigt. Winckelmann war für die Koordinierung der Arbeiten zuständig und schloss einen Erbzinsvertrag mit der Pommerschen Kriegs- und Domänenkammer in Stettin.
Die Arbeiten wurden 1742 mit dem Ausbau der Ahlbeke, dem natürlichen Abfluss des Ahlbecker Sees zum Eggesiner See begonnen. Die ebenfalls geplante Entwässerung über Rieth in den Neuwarper See scheiterte am Widerstand des Riether Gutsherren von Broecker.
Winckelmann ließ die Kolonistendörfer Vorsee bei Ahlbeck, Gegensee und Zopfenbeck anlegen. Außerdem wurden die Vorwerke Ludwigshof im Norden des Ahlbecker Sees, wo Winckelmann sich niederließ, und Christinenhof am Großen Faulen See errichtet. Die Fläche des abgelassenen Sees wurde 1786 als Faulschlamm-Gebiet ausgewiesen.
Anfang des 19. Jahrhunderts wurde das Projekt eines Grabens zum Neuwarper See wieder aufgenommen, da in Rieth ein neuer Besitzer seine Zustimmung erteilte. Probleme bei den Kanalarbeiten, die zu Einstürzen führten, brachten dem neuen Entwässerungsgraben den Namen „Teufelsgraben“ ein. Eine dritte und weitgehend vollständige Entwässerung des Ahlbecker Sees erfolgte 1879. Der Seeboden wurde wegen seines hohen Kalkanteils von den ansässigen Bauern als Dünger verwendet. Eine intensivierte Nutzung zur Ammoniak-Herstellung rentierte sich jedoch nicht.

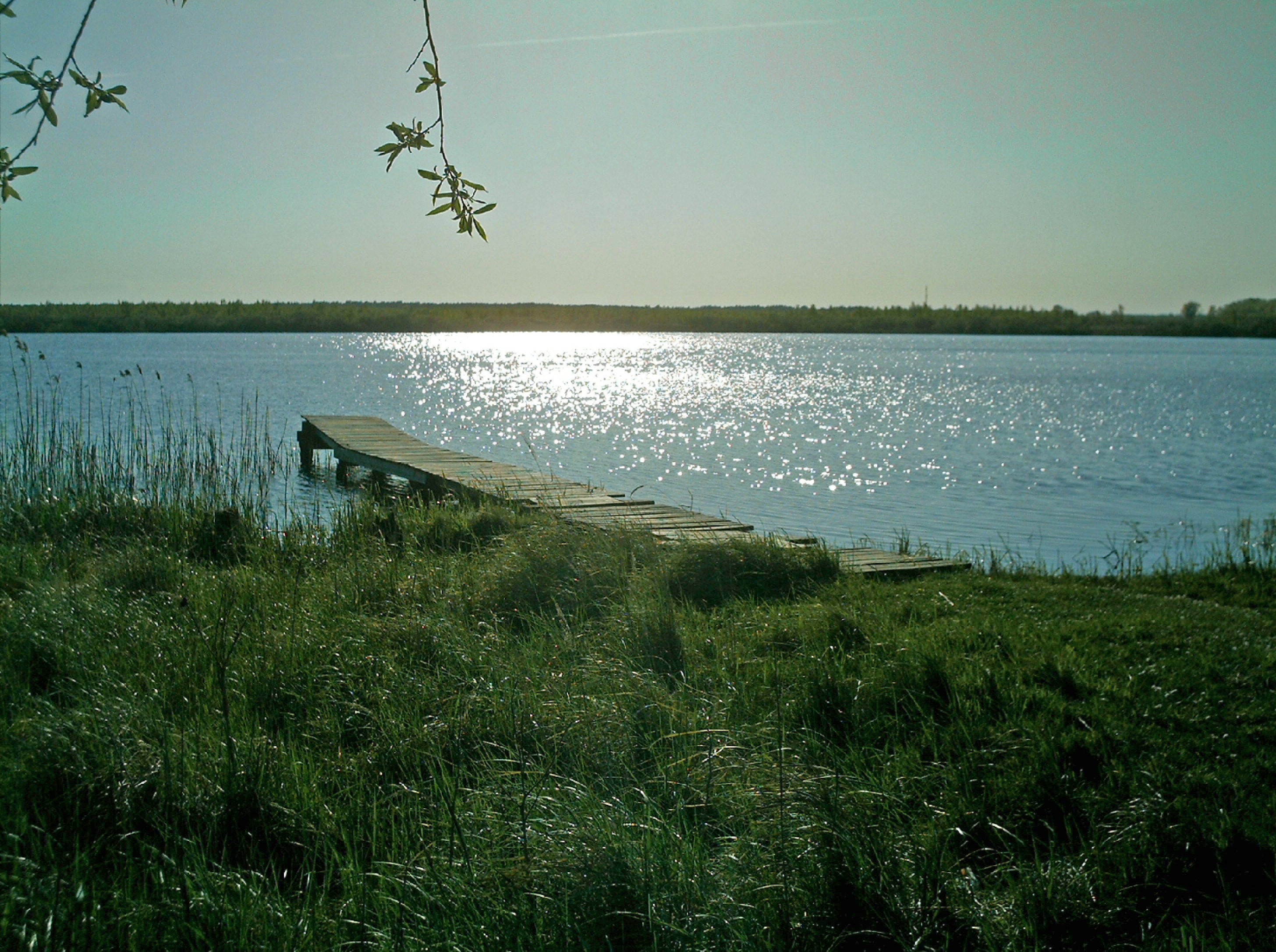
Ludwigshofer See im Ahlbecker Seegrund

Anfang des 20. Jahrhunderts kam es durch den Wiederanstieg des Wasserspiegels zur Entstehung des kleinen Ludwigshofer Sees aus einem Baggerloch, das zur Seeschlammgewinnung gedient hatte und zur Bildung des Versumpfungsmoores. Nördlich des Seegrundes verlief ab 1906 die Kleinbahnstrecke der Randower Bahn von Stöven nach Neuwarp.
1987 wurde der Ahlbecker Seegrund zum Naturschutzgebiet erklärt. Seit 2005 gehört dieses 1166 Hektar große Gebiet zum Naturpark Am Stettiner Haff. Im NSG Ahlbecker Seegrund kommen verschiedene Orchideen sowie Schilfrohr- und Seggenarten sowie zahlreiche Arten von Großschmetterlingen und Laufkäfern vor. Außerdem ist der Seegrund ein bedeutendes Rastgebiet für Zugvögel.